# Fageicera nasuta
Fageicera nasuta is een spinnensoort uit de familie Ochyroceratidae. De soort komt voor in Cuba.